# Dolní Moravice
Dolní Moravice là một làng thuộc huyện Bruntál, vùng Moravskoslezský, Cộng hòa Séc.